# Edna Hicks
Edna Hicks, (New Orleans, 1895. október 14. – Chicago, 1925. augusztus 16.) amerikai bluesénekesnő.

| Edna Hicks                                | Edna Hicks                                |
| Kattints az alábbi külső linkek egyikére! | Kattints az alábbi külső linkek egyikére! |
| ----------------------------------------- | ----------------------------------------- |
| Nem található szabad kép.(?)              |                                           |
| külső link · jogvédett                    | Edna Hicks                                |

## Pályafutása
Bár a legtöbb forrás Edna Landreaux-ként, Victor Landreaux és Rena Moore lányáként említik, más kutatók szerint viszont Lucille Landry volt a születési neve, és Victor Landry és Rosa Moore lánya volt. Lizzie Miles a féltestvére volt.
Úgy tartják, hogy tizenéves kora közepén északra költözött. 1910-ben ápolónőként dolgozott. 1912. június 10-én Edna Landry néven feleségül ment Will Benbow varietészínészhez és turnézó társulatvezetőhöz. Fellépett az előadásain. Néhány év után különváltak. 
Az 1910-es, -20-as években Edna Hicks népszerű volt a fekete varietészínházakban az amerikai középnyugaton. Gyakran lépett fel Chicagóban és Cincinnatiban.
1923-ban és 1924-ben hét különböző lemezkiadónál készíszültek lemezei: a Victor, a Vocalion, a Columbia, a Gennett, a Brunswick, az Ajax és a Paramount kiadóknál. Leggyakoribb zongorakísérője Fletcher Henderson volt. 1916-ban szerepelt a „Follow Me” című előadásban a New York-i Casino Theaterben. Szerepelt Billy King veudeville-showman „Over the Top” című zenés vígjátékában, valamint a „The New American”, az „A Trip Around the World” és az „A Derby Day in Dixie” című zenés vígjátékokban is a New York-i Lafayette Theatre-ben.
1925 augusztusában, miközben férjének segített tankolni, megégette magát, mert a kezében tartott gyertya meggyújtotta a kifröccsenő benzint. Két nappal később, augusztus 16-án egy chicagói kórházban meghalt. 2023-ban a Killer Blues Headstone Project Edna Hicks emlékére sírkövet helyezett el a chicagói Holy Sepulcher temetőben.

## Lemezei
• (1923)
- Bleeding-Hearted Blues
- Down-Hearted Blues
- Goin' Home
- I'm Goin' Away (Just To Wear You Off My Mind)
- Kansas City Man Blues
- Kind Lovin' Blues
- Mistreatin' Daddy
- No Name Blues (Same Blues)
- Oh Daddy Blues
- Sad 'n' Lonely Blues
- Satisfied Blues (A Barrel House Blues)
- Save Your Man and Satisfy Your Soul
- Squawkin' the Blues
- Tain't A Doggone Thing But the Blues
- Tin Roof Blues
- Uncle Sam Blues
- Walking and Talking Blues
- Wicked Dirty Fives